# Kurt Pätzold
Kurt Pätzold, född 3 maj 1930 i Breslau, Schlesien, Preussen (numera Wrocław, Polen), död 18 augusti 2016 i Berlin, var en tysk marxistisk historiker och författare. 
Han var professor i tysk historia vid Humboldt-Universität zu Berlin från 1973 till 1992. Pätzold publicerade bland annat böcker om Tredje riket och dess ledargestalter.

## Biografi
Kurt Pätzold studerade historia, filosofi och statsvetenskap vid universitetet i Jena från 1948 till 1953. År 1963 avlade han där doktorsexamen med avhandlingen Der Zeiss-Konzern in der Weltwirtschaftskrise, ett studie om hur den ekonomiska krisen drabbade företaget Carl Zeiss. Pätzold habiliterade sig vid Humboldt-Universität zu Berlin år 1973 med studien Antisemitismus und Judenverfolgung (Januar 1933 bis August 1935).
Pätzold ägnade sin forskning åt NSDAP och nationalsocialismen. Han publicerade verk om bland andra Adolf Hitler, Rudolf Hess, Julius Streicher, Adolf Eichmann och Franz Novak.